# 陳曼麗
陳曼麗（1955年2月5日—），臺灣臺北市人。第九屆民主進步黨全國不分區立法委員，排名第三位，為環境保護、婦女權益專業代表。

## 生平
陳曼麗長期關注並參與臺灣環保、食安及婦女運動，曾擔任主婦聯盟環境保護基金會多屆董事長、祕書長與董事，曾擔任法律扶助基金會董事、行政院國家永續發展委員會委員、台灣婦女團體全國聯合會理事長；在被民進黨提名為2016年不分區立委第三名時，辭去主婦聯盟常務監事一職，決定專心於立法院落實人民基本健康權與環境權等工作。
回顧過去，2007年12月5日，台灣綠黨至民進黨中央黨部前抗議，稱民進黨並不重視環保，諷刺民進黨已背離環保的理念；當時擔任綠黨召集人兼台灣婦女團體全國聯合會理事長的陳曼麗已被綠黨提名為2008年不分區立委候選人，彼時民進黨揚言開除陳曼麗黨籍，陳曼麗則回應「全世界的綠色（環保）陣營早就開除了民進黨」。
2016年10月5日上午，在民進黨立法院黨團人數優勢之下，一例一休、砍除勞工七天國定假日的《勞動基準法》修正草案未經討論和表決，即通過立法院社會福利及衛生環境委員會審查，交付朝野協商；擔任立法院衛環委員會召集委員的民進黨立法委員陳瑩主持本次會議，會議開始不到20分鐘就通過此修正案。2016工鬥連線及十數個勞工團體在立法院外砲轟，總統蔡英文縮減勞工總工時的承諾全是謊言，民進黨已淪為「資方走狗」，勞工團體將盡全力在二讀階段擋下此修正案、捍衛勞工的法定七天假。2016工鬥連線成員郭冠均說，陳曼麗在本次會議中提案「停止詢答、討論」，陳瑩隨後未經表決就宣告全案審查完畢，這種不尊重議事規則的議案闖關方式與「國民黨以前慣用的伎倆」毫無差異。
2016年11月，陳曼麗於立法院主動提案討論日本核災食品管制政策，引發外界質疑是要放寬核災食品大門。2016年11月13日，主婦聯盟發表聲明強調，主婦聯盟從未推派任何政治代理人，主婦聯盟堅決反對開放進口日本核災食品；包含陳曼麗在內的所有立委在立法院的提案及發言，皆屬個人言論，不能代表主婦聯盟。2017年1月，陳曼麗在《新新聞》的專訪中說，她曾在1998年擔任民進黨婦女發展部主任，「會選擇民進黨，是因為當時的黨主席是林義雄」；提案討論日本核災食品管制政策是她立委任內「比較大的挫折」，「當時，剛好黨團有個提案，邀請我當提案人，我看了內容，覺得沒有問題啊，加強管制、安全輸入、落實以風險食品管制的方式，還有相關配套措施，這不就是立委該做的嗎？但後來就被現場的國民黨委員跟媒體，說這是為輻射食品進口開大門。提案沒有機會聚焦，後來被吵成這樣，後來的十場公聽會，也變成鬧場的場合。一個政策沒辦法好好討論，變成政治鬥爭，這是我過去的經驗沒有的，算是開了眼界。」主婦聯盟也因此受到很多人的質疑，她被主婦聯盟通知跟她切割，「我的確沒有考慮到政治的敏感度，但也沒有料到事情會變成這樣」。

## 任期施政事紀
2016年
2016年2月26日 長期參與環保運動的民進黨立委陳曼麗2月26日首次質詢，內容緊扣生態及環保議題，除了針對苗栗工程破壞棲地，2個月就死了4隻石虎，要求農委會立即公告白海豚等野生動物的重要棲息地；對於台灣近日的空氣及水污染問題，她也要求政府應公開工業區污水處理廠排放自動連續監測數據，認定爐石是一般事業廢棄物，並呼籲重視PM2.5細懸浮微粒的紫爆問題」。
2016年3月1日 總統當選人蔡英文力倡綠能，出身主婦聯盟環保基金會的立委陳曼麗也身體力行，率先使用太陽能在辦公室發電。凡事講環保的她，請再生能源聯盟和台灣環保聯盟合作自組太陽能發電組，預計每天可發電一至兩度，剛好做為電腦與咖啡機的電力。陳曼麗說，台灣是製造太陽能板大國，國內使用率卻不高，她希望未來辦公室能夠成為示範點，也邀請大家來辦公室喝咖啡、聊綠電，還可以與環團交流。
2016年10月2日 協助達魯瑪克部落推動綠能社區，共同為社區教會安裝太陽能板。「台灣基督長老教會大南教會在綠能百分百的工作中不會缺席。」陳四德表示，教會是讓社區居民認識百分百綠能部落計畫最簡單且有效的管道，他希望透過到大南教會觀摩，讓更多居民認識太陽能，一起推動綠能部落的下一步。民進黨不分區立委陳曼麗也到場見證。她認為達魯瑪克推動綠能部落可以讓國人更加關注綠能。當達魯瑪克達到電力自己且自主的狀態時，便可以讓全台灣來這裡朝聖。
2017年
2017年1月11日《電業法》於1965年制定，52年未大幅度修正，1995年政府開始推動電業自由化。21年經立院六次審議均無疾而終。電業法修正案終於在2017年1月11日於立法院臨時會三讀通過，確定打破長期由台電壟斷的局面，陳曼麗提出電業法修法版本。不過，為求加速通過修法，這次並未全面開放市場，僅優先開放綠電進場。
2017年4月12日 陳曼麗委員踢爆八里污水廠五年來污水處理量逐年提升，但申報的污泥產生量卻逐年下降，甚至環署內的廢管、水保處污泥數也不相同，恐有造假、處理不當問題。陳曼麗指出，當地漁民批評八里污水處理廠「很臭」，但長期以來記錄皆合格，質疑是否法令太鬆？或廠商的自行檢測都「剛好合格」。陳曼麗要求環署進廠進行深度稽核、追究業者不法利得、追求公務人員管理疏失、調查不法行為、加裝連續自動監測設施。
2017年5月7日 協調布袋鹽田濕地太陽能光電開發案與保育問題。立委陳曼麗、中華民國野鳥學會和台灣再生能源推動聯盟，7日在嘉義布袋舉辦鹽田太陽光電現勘與座談會，邀能源局、農委會、國產署及學界、地方民眾、光電業者參與，並前往部分被納入光電區的鹽田八、九、十區附近現勘，尋求生態、綠能、地方永續間取得平衡。
2017年5月26日 為了強化產、官、學界於再生能源議題上的合作，立法院「再生能源促進聯誼會」於今（26）日成立，會中並分別推舉陳曼麗委員為該聯誼會會長、蘇治芬、鍾佳濱及楊曜委員為副會長。立法院「再生能源促進聯誼會」成立之後，平均每月召開一次以上的公聽會，協助各種再生能源相關議題的跨界溝通與公民參與。
2017年6月5日 促成立法院安裝太陽能發電系統：立法院響應政府推展非核家園政策，並推動再生能源產業發展，出租鎮江會館屋頂（545平方公尺），設置太陽光電發電系統20年，立法院鎮江會館屋頂架設太陽光電發電系統，除落實綠能政策，並可減少鎮江會館屋頂曝曬、節省空調用電，為有效執行節能減碳措施之具體示範，成綠能國會重要指標。此太陽光電發電系統裝置量為99kW，採用國內太陽能大廠之高效率單晶太陽能模組，共架設330片，估每年發電10萬度，減碳53噸，相當於種植2,944顆樹，等於半座大安森林公園減碳量，可提供近30戶家戶一年使用。林志嘉、陳曼麗、賴瑞隆，及承包這項太陽能工程的雲豹能源科技董事長張健偉等人，合力將太陽能板鎖上支架，並留下簽名，作為推動綠能國會的紀念。
2017年12月28日 為了促進與各國國會議員及政府單位加強永續旅遊交流聯誼及提升雙邊關係，帶動觀光文化產業國際化發展，健全法規制度及產業環境，保護珍貴之觀光資源，提升旅遊環境，陳曼麗立委發起成立立法院永續旅遊促進會。

## 立法院永續發展促進會
立法院永續成立於1998年，透過跨黨派的力量，在「一縣市一焚化爐」政策修正、保護老舊官舍、環境影響評估法修正、新十大建設、蚊子漁港檢討等議案上，扮演重要的溝通平台，趙永清、陳學聖、徐中雄與田秋堇等均擔任過會長。直到2008年，吳伯雄擔任國民黨主席期間，為了革除黨籍立委透過小團體各立派別，團結不易的弊端，要求黨籍立委不得參加次級團體，永續會剩下少數幾位，此平台也因此沉寂，無疾而終，8年來不曾運作。直到第九屆立委大換血，在具有環團背景的陳曼麗等立委籌備下，新一屆（第12屆）的永續發展促進會重新復會，副會長之一的陳學聖，曾任2003年的會長，而現任立委賴瑞隆，則是當年第五屆（2002年）會長賴勁麟的辦公室助理，將擔任永續位執行長。
本屆永續會的會員達40多位，為歷來最高，會員遍及立法院八個委員會，包括國防、經濟、財政都在內。陳曼麗致詞時表示，永續會的成立宗旨，是遵循聯合國永續發展的原則，讓政策能考慮世世代代、長長久久，希望所有涉及環境永續的議題，能透過這個平台解決；他並表示，永續會也是民間團體對話的平台，讓關注議題的團體也能透過這個平台與行政部門對話。

### 收費惹議事件
有媒體報導，永續會2016年11月罕見向會員收取會費，並交至會長陳曼麗的私人帳戶，引發公私不分的爭議。對此，陳曼麗表示，永續會章程明定不接受外界捐款，經費來源由會員負擔，收取年費是為了供會務基本行政運用，絕不可能有利用永續會做假公濟私的行為。永續會復會不到半年，總共辦理公聽會、協調會、記者會、助理充電會議共43場，依照這次永續會復會的章程規定，「本會經費來源由會員負擔，不接受外界捐款」，為了永續會長期經營制度，10月間邀請永續會執行長賴瑞隆、陳學聖、高潞‧以用、蘇治芬等人討論，決定收取年費1萬元。以代收款專款專用方式，等到任期屆滿後，再將餘額移交給下屆會長。
高潞‧以用解釋，現階段永續會沒有立案，因此暫時只能用會長的戶頭來收支，但支出款項都可以透明公開、甚至定期上網公布，希望外界不要用懷疑的眼光來看這件事。
陳學聖說，陳曼麗擔任會長後，永續會辦很多活動，不支付來賓車馬費，至少要提供一些餐點，如果都讓會長負擔，對會長也不公平，因此決定收會費，並決定將會費放在會長這邊管理，也相信陳曼麗不會用在自己身上。

## 任期肯定
- 公督盟立法委員評鑑：
  - 第九屆第三會期社會福利及衛生環境委員會 - 優秀立委
  - 第九屆第五會期社會福利及衛生環境委員會 - 優秀立委
  - 第九屆第六會期社會福利及衛生環境委員會 - 優秀立委
- 口袋國會立法委員評鑑：
  - 第九屆第二會期整體綜合表現優良立委[23]
- 第九屆第六會期社會福利及衛生環境委員會優質立委[24]
- 榮獲動保團體聯合舉辦，四年一次的「國會動物保護立委貢獻獎」殊榮[25]

## 外部連結
- 陳曼麗的Facebook專頁
- 陳曼麗的Facebook專頁